# Place El Jazira (Tunis)
La place El Jazira (arabe : ساحة الجزيرة) est une place de Tunis, capitale de la Tunisie.

## Situation et accès
La place El Jazira est située à l'intersection de six rues :
- rue d'Algérie ;
- rue Sidi El-Béchir ;
- rue Bab El-Fellah ;
- avenue Bab-Jedid ;
- rue des Teinturiers ;
- rue Sidi-Boumendil.

Délimitée par trois souks, elle est connue pour ses embouteillages et ses étalages anarchiques.
Elle est desservie par la station de métro Place Barcelone.

## Origine du nom
La place porte le nom de l'une des portes de Tunis, Bab El Jazira, qui signifie « porte de l'île », car elle était orientée vers la péninsule (presqu'île en arabe) du cap Bon.

## Bâtiments remarquables et lieux de mémoire
- Mosquée Bab Jazira, fondée vers la fin du XIIIe siècle ou le début du XIVe siècle.